# Sifone (tubo)

Principio del sifone

Sifone, in idraulica, è un termine usato per riferirsi a diversi dispositivi. In particolare, può indicare un tubo a forma di "U" rovesciata, tramite cui un flusso può scorrere verso l'alto, oltrepassando la superficie superiore di un recipiente, senza bisogno di pompe, bensì sfruttando l'energia potenziale gravitazionale e il principio dei vasi comunicanti.

## Principio di funzionamento
Esistono due teorie principali su come i sifoni riescano a far fluire un liquido verso l'alto, contro la forza di gravità e senza essere pompati. Secondo la teoria tradizionale, ritenuta valida per secoli, l'evento è causato da una ridotta pressione presente in cima al sifone, il che fa sì che la pressione atmosferica riesca a spingere il fluido nel serbatoio più alto fino al punto più alto, in cui la pressione è minore, come in un barometro o in una cannuccia per bere. Tuttavia, è stato dimostrato che il sifone può funzionare anche nel vuoto e ad altezze che superano l'altezza barometrica del liquido. Per la teoria della tensione di coesione, il liquido viene trascinato verso l'alto nel sifone analogamente ad un modello a catena.
Le due teorie non si escludono a vicenda, ma ciascuna può essere vera a seconda delle circostanze in cui viene svolto l'esperimento. La pressione atmosferica e la gravità da sole non possono spiegare il fenomeno del sifone nel vuoto, dove non c'è alcuna pressione atmosferica significativa. Ma la teoria della tensione di coesione con la gravità non potrebbero spiegare il travaso di CO2 tramite sifone dato che il gas non esercita una forza traente significativa.